# John Jacob Lavranos

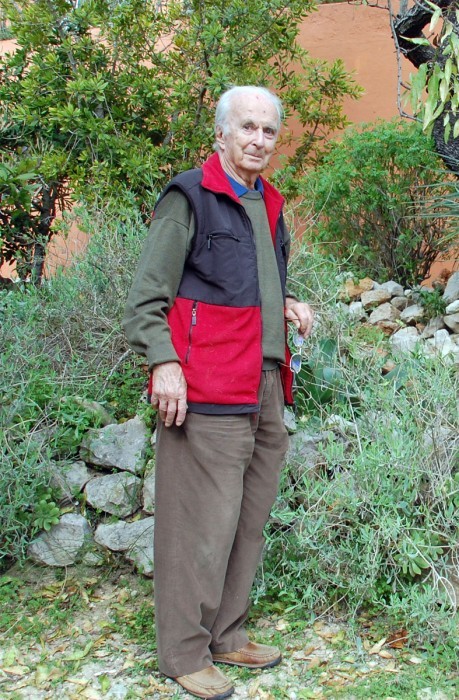
John Jacob Lavranos

John Jacob Lavranos (* 29. März 1926 in Korfu; † 1. Februar 2018 in Loulé) war ein Botaniker. Sein botanisches Autorenkürzel lautet „Lavranos“.

## Leben und Wirken
Lavranos studierte Rechtswissenschaften und Ökonomie an der Universität Athen und erlangte 1948 den Bachelor of Science in Ökonomie. Er interessierte sich stark für die Botanik, insbesondere für Sukkulente. Daher reiste er 1952 nach Südafrika aus. Dort arbeitete er für einen Versicherer und absolvierte in seiner freien Zeit ein Studium in Naturwissenschaften an der Universität Witwatersrand. Er beendete es ebenfalls mit dem Bachelor of Science und dem Master of Science.
Seine über 14 Exkursionen führten ihn in unbekannte Gegenden in der Arabischen Welt, Somalia, Sokotra, Kenia und Tansania. Er wurde im Jahre 1977 zum Fellow der Cactus and Succulent Society of America ernannt. Lavranos arbeitete eng mit mehreren namhaften Botanikern zusammen, u. a. mit Werner Rauh, mit dem zusammen er mehrere Forschungsreisen unternahm (u. a. Südafrika 1961, Südarabien / Jemen 1964, Kenia 1979).
Er ist Autor von über 300 Erstbeschreibungen meist sukkulenter Pflanzen.

## Ehrungen
Nach ihm wurden knapp 20 Arten benannt, u. a. Aloe lavranosii, Conophytum lavranosii, Echidnopsis lavraniana, Euphorbia lavrani, Caralluma lavrani und Sarcocaulon lavrani. Des Weiteren wurde nach ihm die Gattung Lavrania Plowes aus der Familie der Hundsgiftgewächse (Apocynaceae) benannt.